# Port de La Grève à Duret
La Grève à Duret est un port ostréicole appartenant à la commune d’Arvert, dans le département de la Charente-Maritime. Il portait jusqu’au XVIIe siècle le nom de « La jument ». 
Établi en bordure des chenaux de la Guillate et des Grigons, sur la rive gauche de l’estuaire de la Seudre, il est séparé du port de Coux, également situé à Arvert, par le Grand Jas et les ruissons de la Martine, de la Barrière et de Thomas, et du port d'Orivol, situé à Étaules, par la prise de la Couronne et les ruissons de la Vareigne et de la Granderie.
En plein cœur des marais de la Seudre et du célèbre bassin ostréicole de Marennes-Oléron, dans un environnement ou terre et mer s’imbriquent et se confondent, il est formé d’un noyau de cabanes de bois, coaltarées ou peintes de couleur vives, reliées par un sentier bitumé. D’abord port de pêche, d’où appareillaient des navires en partance pour les Grands Bancs de Terre-Neuve afin de se procurer la morue, mais aussi port de commerce d’où était exporté le sel qui fut longtemps la grande richesse des pays d’Arvert et de Marennes, c’est désormais un port ostréicole. 
On y produit, élève et vend les célèbres huîtres Marennes-Oléron, qui prennent dans les bassins attenants aux cabanes (les « claires ») une saveur, une texture particulière et une couleur bleu-vert caractéristiques, sous l'effet de la marennine, un pigment issu d'une algue microscopique, la navicule bleue. Les huîtres produites sont la pousse en claire et la fine de claire verte (toutes deux bénéficiant du label rouge), mais aussi la fine de claire et la spéciale de claire. Des petits pontons servent à amarrer les plates, chalands et batâs, embarcations traditionnelles dont le va-et-vient anime la Seudre tout au long de l'année.